# La Paz (departamento de El Salvador)
La Paz é um departamento de El Salvador, cuja capital é a cidade de Zacatecoluca.

## Municípios
1. Cuyultitán
2. El Rosario
3. Jerusalén
4. Mercedes La Ceiba
5. Olocuilta
6. Paraíso de Osorio
7. San Antonio Masahuat
8. San Emigdio
9. San Francisco Chinameca
10. San Luis La Herradura
11. San Juan Tepezontes
12. San Luis Talpa
13. San Pedro Masahuat
14. San Juan Nonualco
15. Santa María Ostuma
16. San Pedro Nonualco
17. San Rafael Obrajuelo
18. Santiago Nonualco
19. San Juan Talpa
20. San Miguel Tepezontes
21. Tapalhuaca
22. Zacatecoluca
23. Santa Cruz De La Corera